# 州路 (特拉華州)
州路（英語：State Road）是位於美國特拉華州紐卡斯爾縣的一個非建制地區。該地的面積和人口皆未知。

## 地理
州路的座標為39°39′02″N 75°37′22″W / 39.65056°N 75.62278°W，而該地的平均海拔高度為11米（即36英尺）。